# الوسالاش
اِلوسالاش (به مجاری: Előszállás) یک منطقهٔ مسکونی در مجارستان است که در ناحیه دونااوی‌واروش واقع شده‌است. الوسالاش ۳۹٫۸۳ کیلومتر مربع مساحت و ۲٬۴۸۷ نفر جمعیت دارد.